# Kosovski olimpijski odbor
Kosovski olimpijski odbor (albanski: Komiteti Olimpik i Kosovës, srpski: Олимпијски комитет Косова /Olimpijski komitet Kosova) je nacionalni olimpijski odbor koji predstavlja Kosovo. Službeno je osnovan 1992. godine, KOO postao je punopravni član Međunarodnog olimpijskog odbora i olimpijskog pokreta 9. prosinca 2014. godine, dok je u listopadu 2014. dobio status privremenog člana. Prije priznanje MOO-a, kosovski sportaši sudjelovali su na Specijalnoj olimpijadi od 2003. do 2011. godine.
Kosovski sportaši nisu se smjeli natjecati pod zastavom Kosova sve do priznanja 2014. godine. Tako je najbolja kosovska sportašica, svjetska prvakinja u judu Majlinda Kelmendi natjecala pod zastavom Albanije na Olimpijskim igrama u Londonu 2012. godine. Prvo veliko natjecanje na kojem su sudjelovali kosovski sportaši bile su Europske igre u Bakuu, sudjelovali su još na Svjetskom prvenstvu u vodenim športovima 2015. i rukometnom natjecanju u organizaciji IHF-a. Kosovo će sudjelovati na Ljetnim olimpijskim igrama u Rio de Janeiru 2016., a zastavu na otvaranju će nositi Majlinda Kelmendi.

## Vanjske poveznice
- Službena stranica
- Kosovo na stranicama Međunarodnog olimpijskog odbora